# 德清西站
德清西站是位于浙江省湖州市德清县武康镇的一个铁路车站，邮编313200。车站原名德清站，自2012年6月20日起更改为现名。车站及其上下行区间均未电气化。车站隶属上海铁路局嘉兴车务段，是三等站，办理普速铁路客运和整车货物到发业务。

## 概要
1972年杭牛铁路建成通车时，在武康镇设有一个武康乘降所，设有一间简易站房和一条股道，每日有一对来往杭州和牛头山的慢车停靠。1978年3月10日武康乘降所升级为武康站，每日客流大致在一百多人。1988年宣杭铁路通车后，武康站客流逐渐增长。1992年为宣传德清境内的旅游景点莫干山，武康站改名莫干山站，每日停靠列车增加至有4对，日均发送客流200人左右。1993年车站向南搬迁至现址。
由于车站实际所在位置离莫干山依旧有一定距离，造成部分旅客十分困扰，因此车站于2005年8月18日改名为德清站。2012年6月20日，车站又改名为德清西站，以免和即将开通的宁杭高速铁路德清站重名。
随着经济社会的发展，德清逐渐成为杭州的卧城，因此目前德清站的旅客中，有相当一部分是在杭州上班、德清居住的通勤人士。德清县发改委曾于2012年与上海铁路局、嘉兴车务段、浙江省市有关部门就通勤事项进行多次协调，将早晚高峰期间经过德清的列车改为停靠办客，以方便通勤人士。目前德清站早上通勤时段前往杭州的列车有4趟，晚高峰时段回德清的列车则有5趟，每趟间隔在20-30分钟左右。
2017年12月，铁路部门对德清西站站房进行了改造。这次改造主要以外立面、站前小广场、候车厅为主，同时在售票厅内新增网络取票机。改造于2018年1月中旬完成。

## 车站结构

### 站线布置
| 侧线     |                               |
| 3站台    | 宣杭铁路 往宣城方向（梅峰）   |
| 岛式站台 |                               |
| 2站台    | 宣杭铁路 上行列车             |
| 正线     | 宣杭铁路 下行列车             |
| 1站台    | 宣杭铁路 往杭州方向（行宫塘） |
| 侧式站台 |                               |